# Piattaforma di ghiaccio Stange
La piattaforma di ghiaccio Stange  è una piattaforma glaciale situata nella Terra di Palmer, in Antartide. Sita in particolare nello stretto di Stange, davanti alla costa di English e delimitata a est dall'isola Spaatz, a nord ovest dall'isola Smyley e a ovest dalla banchisa che ricopre l'insenatura di Carroll, la piattaforma ricopre una superficie di circa 9000 km² ed è alimentata da diversi immissari, tra cui figurano i ghiacciai Hall, Hill e Nikitin, nonché il flusso glaciale Lidke.

## Storia
La piattaforma Stange è stata così rinominata dallo United States Geological Survey in associazione con lo stretto di Stange.
A differenza di altre piattaforme glaciali della penisola Antartica come la più settentrionale piattaforma Edoardo VIII o la piattaforma Larsen, la più grande della zona, la piattaforma Stange sembra fortunatamente essere decisamente più stabile.